# Млєчна
Млєчна (пол. Mleczna) — річка в Польщі, у Брунсько-Лендзінському повіті Сілезького воєводства. Права притока Гостині, (басейн Балтійського моря).

## Опис
Довжина річки 22,3 км, найкоротша відстань між витоком і гирлом — 15,42 км, коефіцієнт звивистості річки — 1,45 , площа басейну водозбору 142  км². Формується багатьма притоками, безіменними струмками, загатами та частково каналізована.

## Розташування
Бере початок у Охоєцькому природному заповіднику міста Катовиці. Спочатку тече переважно на південний захід через міськи південні райони Пьотровіце та Подлешє, далі повертає на південний схід, тече через місто Берунь і впадає у річку Гостиню, ліву притоку Вісли.

## Притоки
- Рів Пьотровський, Рів Граничний, Рів Подлеський, Пстражник, Пширва (ліві); Багник, Рів Цетник, Рів Каскадник, Рів Білявка, Потік Манколовецький (праві).

## Цікавий факт
- У багатьох місцях річку перетинають автошляхи та залізниці.

## Галерея

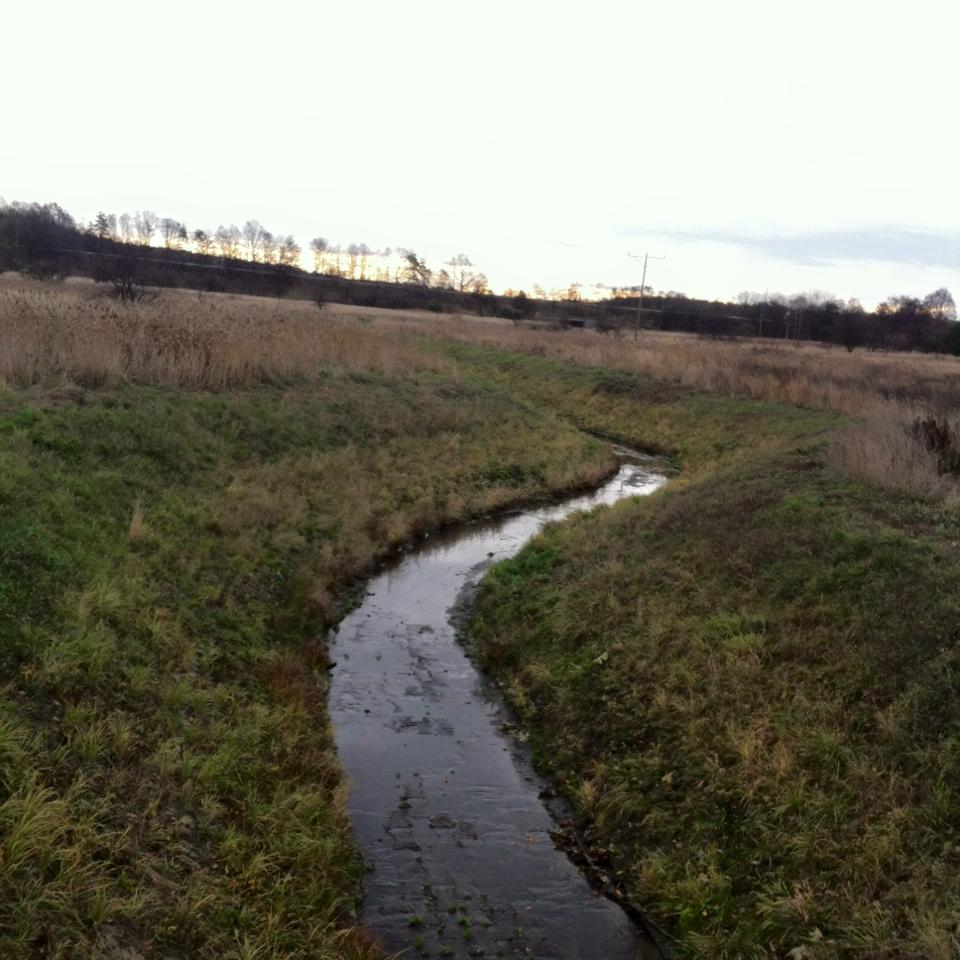
Річка Млєчна
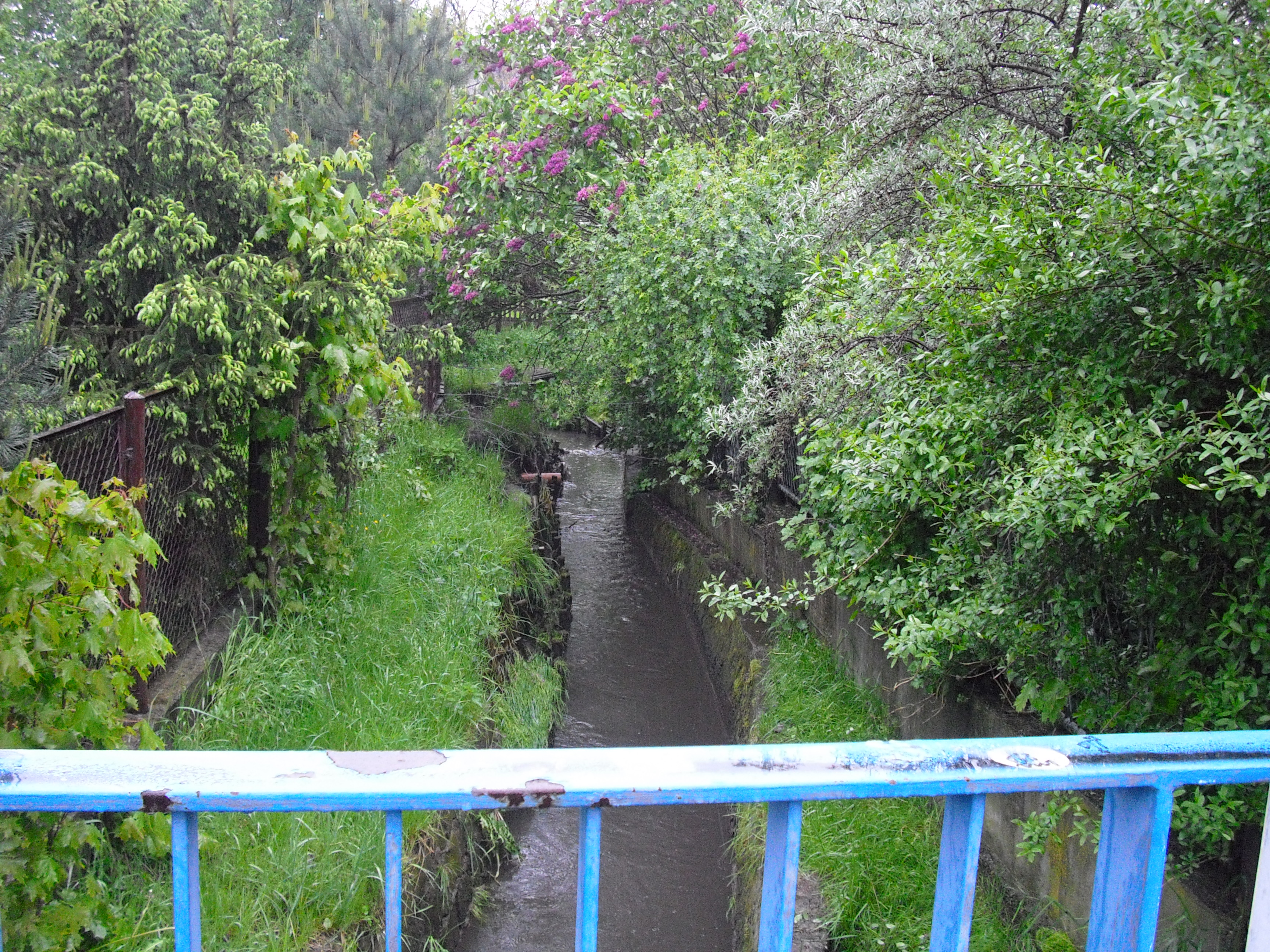
Млєчна, Катовиці Пйотровські, вигляд з моста на вулиці Корнаса
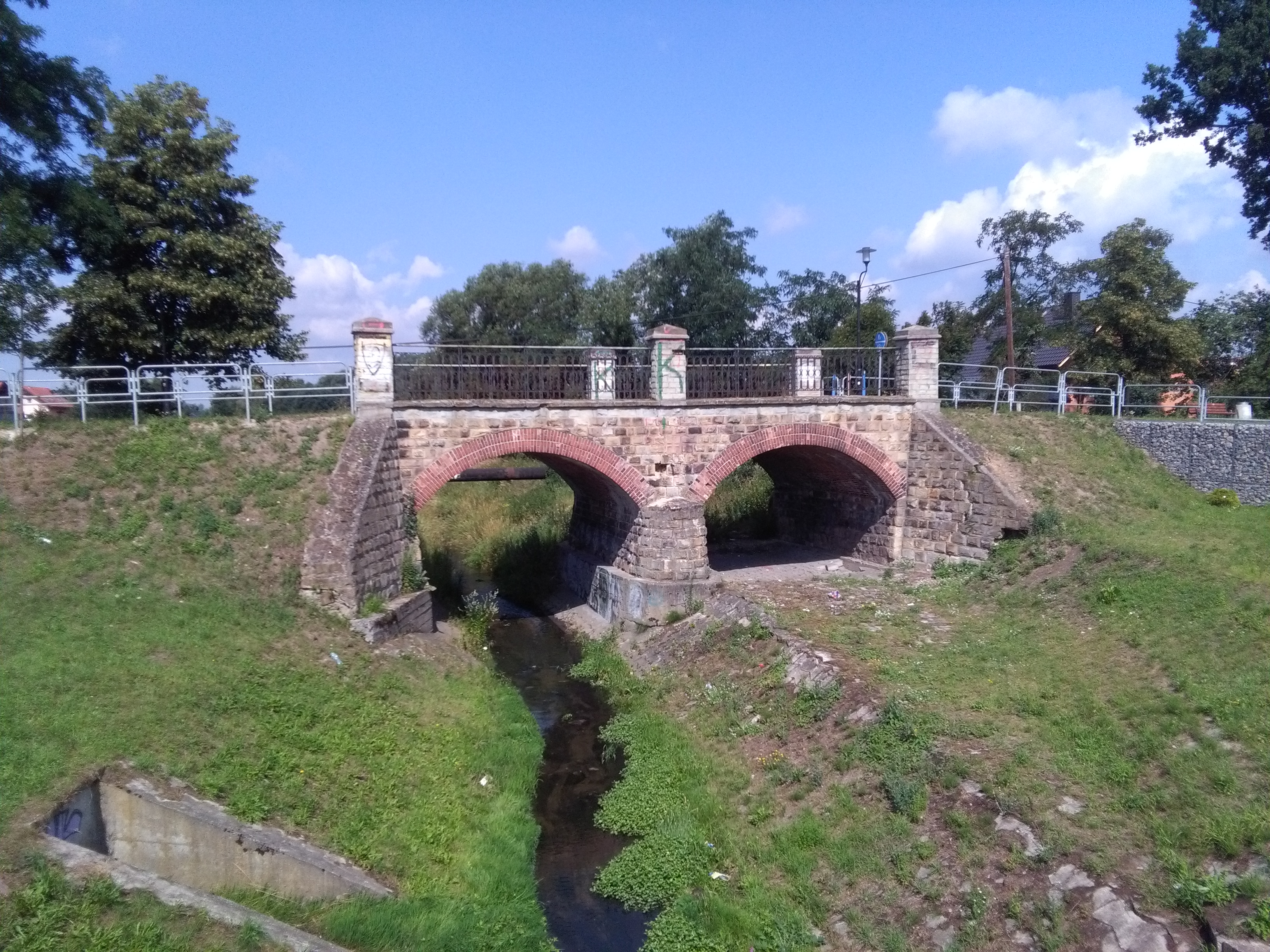
Міст над Млєчной